# کارلسروهه (منطقه)
کارلسروهه (به آلمانی: Karlsruhe) یک رگیرونگسبتسیرک در آلمان است که در بادن-وورتمبرگ واقع شده‌است.

## خصوصیات
کارلسروهه  ۲٬۷۳۲٬۴۵۵ نفر جمعیت دارد.